# حميد قرين
حميد قرين مواليد 20 جوان 1954 ببسكرة ولاية بسكرة، صحفي و كاتب و سياسي جزائري، وزير سابق للاتصال في حكومة سلال 3و سلال 4 و سلال 5 على التوالي من 5 مايو 2014 إلى غاية 24 مايو2017.

## سيرة
حصل على شهادة في علم الاجتماع من جامعة الجزائر، وبدأ عمله في الصحافة الرياضية التي مارسها في الجزائر وخارجها، كما غطى، كمراسل كبير، قطاعات أخرى مثل الاقتصاد والمجتمع والثقافة. كان حميد جرين أيضًا مؤلفًا للنصوص في الخارج في وكالتين كبيرتين للاتصالات الإعلانية.
من أهم أعماله «الصلاة الأخيرة» متحصل على الريشة الذهبية للصحافة الرياضية، كما شغل مستشارا إعلاميا بمؤسسة «جيزي».

## جوائز
حصل حميد جرين على جوائز مختلفة منها القلم الذهبي للصحافة الرياضية وجائزة من الناشرين المغاربيين عن مجمل أعماله. وفي عام 2009 حصل على جائزة بائعي الكتب الجزائرية.